# The Right Juice
The Right Juice (portugiesischer Titel: O Sonho Certo, portugiesisch für: Der richtige Traum) ist eine Filmkomödie des dänisch-britischen Filmregisseurs Kristjan Knigge aus dem Jahr 2014.
Der als Feel-Good-Movie angelegte Film trägt auch Kennzeichen eines Filmdramas und eines Liebesfilms. Es wird im Film überwiegend Englisch gesprochen, die vergleichsweise wenigen portugiesischen Dialoge werden englisch untertitelt.
Der Regisseur möchte mit dem Film auch Landschaft und Lebensgefühl der Algarve darstellen, wo er aufgewachsen ist. Für die Finanzierung des Films konnte er dazu über Crowdfunding eine ganze Reihe Freunde der Algarve und lokale Unternehmen v. a. der Obsterzeugung und Vermarktung gewinnen, dazu beteiligte sich das Tourismusbüro der Algarve.

## Handlung
Der gescheiterte Banker Oliver Fellows verließ nach seiner Pleite die City of London und investiert nun sein letztes Geld in ein kleines heruntergekommenes Landgut im ländlichen Hinterland der Algarveküste. Er möchte dort einen Neuanfang als Orangenproduzent wagen, obwohl er keinerlei landwirtschaftliche Kenntnisse und keine Ahnung hat, ob das Landgut genug Wasser oder den richtigen Boden dafür aufweist. Als Olivers glamouröse Frau Sally ihm nachreist ist sie zutiefst enttäuscht über das kleine heruntergekommene Haus und das dazugehörige Brachland.
Olivers direkter Nachbar, der eher gemütliche Mechaniker Manel, beäugt den naiven Engländer genauso befremdet wie alle anderen angestammten Bewohner der Gegend, nimmt ihn aber herzlich auf und hilft ihm immer wieder. Die beiden freunden sich an.
Oliver trifft jedoch auch auf seinen alten Geschäftspartner und heutigen Intimfeind Andreus, der ebenfalls in der Nachbarschaft lebt, im Gegensatz zu Oliver jedoch über eine große Villa und einflussreiche Kontakte an der Algarve zu verfügten scheint. Zu allem Überfluss steht Olivers kleines Landgut nun auch den Immobilienplänen Andreus´ im Weg, die er im Auftrag von einflussreichen Strippenziehern im Hintergrund für ein heimliches Minenprojekt verfolgt, und Oliver sieht sich nun übermächtig scheinenden Widerständen bei der Realisierung seines Traums gegenüber.
Doch Oliver will seinen Traum nicht aufgeben und steckt Manel mit seinem Widerstandsgeist an. Die beiden gewinnen eine Komplizin in der naturbewussten Nesta, die im Wasserzoo und Erlebnispark Zoomarine (bei Guia) das Delfinarium leitet und die dort von den großangelegten heimlichen Minenplänen erfährt. Oliver und Nesta kommen sich in ihrem gemeinsamen Kampf gegen die heimlichen Pläne langsam näher.
Als der unbeliebte Andreus den Bewohnern des Tals nicht nur verlockende Offerten macht, alles Land zu kaufen, sondern mit seinen Plänen auch gleich allen den Wasserzugang kappt, beginnen sie sich, Oliver und Manel anzunähern. Und als Andreus auch Sally für seine Pläne skrupellos ausnutzt und auf Grund seines arroganten Verhaltens schließlich auch die Loyalität seiner rechten Hand Arkadi schwindet, gelingt es allen zusammen, die Pläne zu durchkreuzen und das Tal wie bisher zu erhalten. Der geheimnisvolle weise Selenar durchstreift das Tal und lenkt Oliver dabei in den entscheidenden Momenten mit kleinen Hilfestellungen, ans Ziel zu kommen.
Sally sieht Oliver so entschlossen in seinen nun wieder möglichen Plänen, dass sie sich schweren Herzens von ihm in Freundschaft verabschiedet und in ihr geliebtes London zurückkehrt. Dank Selenar erkannt dann Oliver, wie er, statt als unerfahrener Orangenpflanzer mit ungeeignetem Land, besser als erfahrener Banker und weltgewandter Verhandlungsführer den Orangenbauern der Region helfen kann und damit seine Bestimmung findet.

## Rezeption
Der Film feierte seine Premiere am 30. März 2014 beim Atlanta Film and Video Festival in Atlanta. Er lief danach auf weiteren Filmfestivals, darunter das Berlin Independent Film Festival, und wurde beim Edmonton International Film Festival in Edmonton prämiert.
Am 18. September 2014 kam er in die portugiesischen Kinos, wo er mit 2.765 Zuschauern in den ersten drei Wochen ein vergleichsweise bescheidenes Interesse verzeichnete.
The Right Juice erschien 2014 bei NOS Audiovisuais in Portugal als DVD, unter seinem portugiesischen Titel O Sonho Certo.